# Burnin' at 20 Below
Burnin' at 20 Below o segundo e último álbum lançado pela rapper Antoinette, onde foi lançado em 30 de maio de 1990, através da gravadora Next Plateau Entertainment. A produção foi feita por DJ Doc, Kurtis Mantronik, Ellis Jay, e Kenni Hairston. O álbum alcançou a 66° posição  no Billboard R&B/Hip-Hop Albums. Singles do álbum foram "Never Get Enough" e "She Operates Around the Clock"; ambos não conseguiram nenhum alcance em chats.

## Faixas
1. "Bring it Home"- 3:50
2. "Who Gives the Orders (Interrupted by If the Price is Right)"- 6:36
3. "She Operates around the Clock"- 4:29
4. "Let's Take it from the Top"- 3:30
5. "The Fox that Rox the Box"- 4:00
6. "I Wanna be Me"- 4:45
7. "Love or Hype" [Remix]- 4:35
8. "Never Get Enough"- 4:45
9. "You Got What I Need"- 5:00
10. "In My House" [Remix]- 4:10
11. "It's Your Thing"- 4:28

## Ligações Externas
- Burnin' at 20 Below  no AllMusic